# Kuroi Namida
«Kuroi Namida» (黒い涙?) es el segundo sencillo de Anna Tsuchiya inspirado en el personaje ficticio de Nana Ōzaki bajo el seudónimo de ANNA inspi' NANA (BLACK STONES), lanzado al mercado el 10 de enero del año 2007 bajo el sello MAD PRAY RECORDS.

## Información
El primer sencillo orientado a balada de Anna Tsuchiya de su carrera, y también su primer trabajo lanzado el año 2007. Desde este sencillo también se cambia ligeramente el nombre artístico de Anna al interpretar canciones inspirada en Nana. Anteriormente sus trabajos de este tipo la acreditaban como ANNA inspi' NANA (BLACK STONES, pero desde el lanzamiento de este sencillo sus demás trabajos relacionados con la serie fueron llamados bajo el nombre de ANNA TSUCHIYA inspi' NANA (BLACK STONES), agregando su apellido.
"Kuroi Namida" -que puede traducirse como Lágrimas Negras- inicialmente apareció en la serie animada de Nana en el capítulo treinta. El video musical realizado para el tema también es mucho más tranquilo que el de su anterior trabajo, mostrando a Anna en una especie de desierto con un vestido negro, y el video en sí utiliza la técnica del blanco y negro. El sencillo fue lanzado en formatos de sólo CD y CD+DVD, con este último incluyendo el video musical. El tema presente en el sencillo "I'm addicted to you" también es un tema enlistado bajo el mismo seudónimo de Anna en Nana, aunque no ha aparecido en la serie. El único tema del sencillo que en los créditos coloca al artista como Tsuchiya Anna al interior del disco es el tema "JUST CAN'T GET ENOUGH", de hecho el cover de uno de los éxitos de la banda Depeche Mode, que también fue utilizada al interior de comerciales para la televisión de automóviles de la empresa Nissan. Para terminar se incluye una versión alternativa de "Kuroi Namida", donde le son agregados a la pista original elementos de la música clásica, como más presencia de violines.
El sencillo originalmente estaba planificado a ser lanzado el 17 de enero, la misma semana en que OLIVIA lanzaba su miniálbum titulado "The Cloudy Dreamer", pero posteriormente fue cambiada la fecha debido al gran número de lanzamientos que eran lanzados ese mismo día, que se estimó afectarían fuertemente sus ventas. Finalmente el sencillo no tuvo el mismo impacto que su sencillo inspi' NANA anterior, llegando como lugar máximo en las listas de Oricon el n.º 21, con ventas estimadas nueve mil copias.

## Tracklist
1. «Kuroi Namida» (黒い涙?)
2. «Just Can't Get Enough»
3. «I'm addicted to you»
4. «Kuroi Namida» ~deep sadness version~ (黒い涙～deep sadness version～?)